# Anselmo Ruíz
Pour les articles homonymes, voir Ruiz.
Anselmo Jacinto Ruíz Huamanchumo (Chimbote, 16 août 1934 – 12 juin 2022) est un footballeur international péruvien qui jouait au poste de milieu défensif.

## Biographie

### Carrière en club
Grande figure du Sporting Cristal de Lima, Anselmo Ruíz y joue à deux périodes, une première fois entre 1956 et 1963, puis une deuxième fois de 1966 à 1968. Il remporte avec ce club les championnats du Pérou de 1961 et 1968, en plus de jouer trois matchs de l'édition 1962 de la Copa Libertadores.
Outre le Sporting Cristal, il a aussi l'occasion de jouer au Defensor Arica, où il remporte le championnat du Pérou de 2e division en 1964, puis au Porvenir Miraflores en 1969 avant de finir sa carrière au CNI de Iquitos en 1971.

### Carrière en équipe nationale
International péruvien entre 1963 et 1966 (huit matchs en tout), Anselmo Ruíz dispute notamment le championnat sud-américain de 1963 en Bolivie.

## Palmarès
| Sporting Cristal - Championnat du Pérou (2) : - Champion : 1961 et 1968. |  | Defensor Arica - Championnat du Pérou D2 (1) : - Champion : 1964. |